# 르네 플레밍

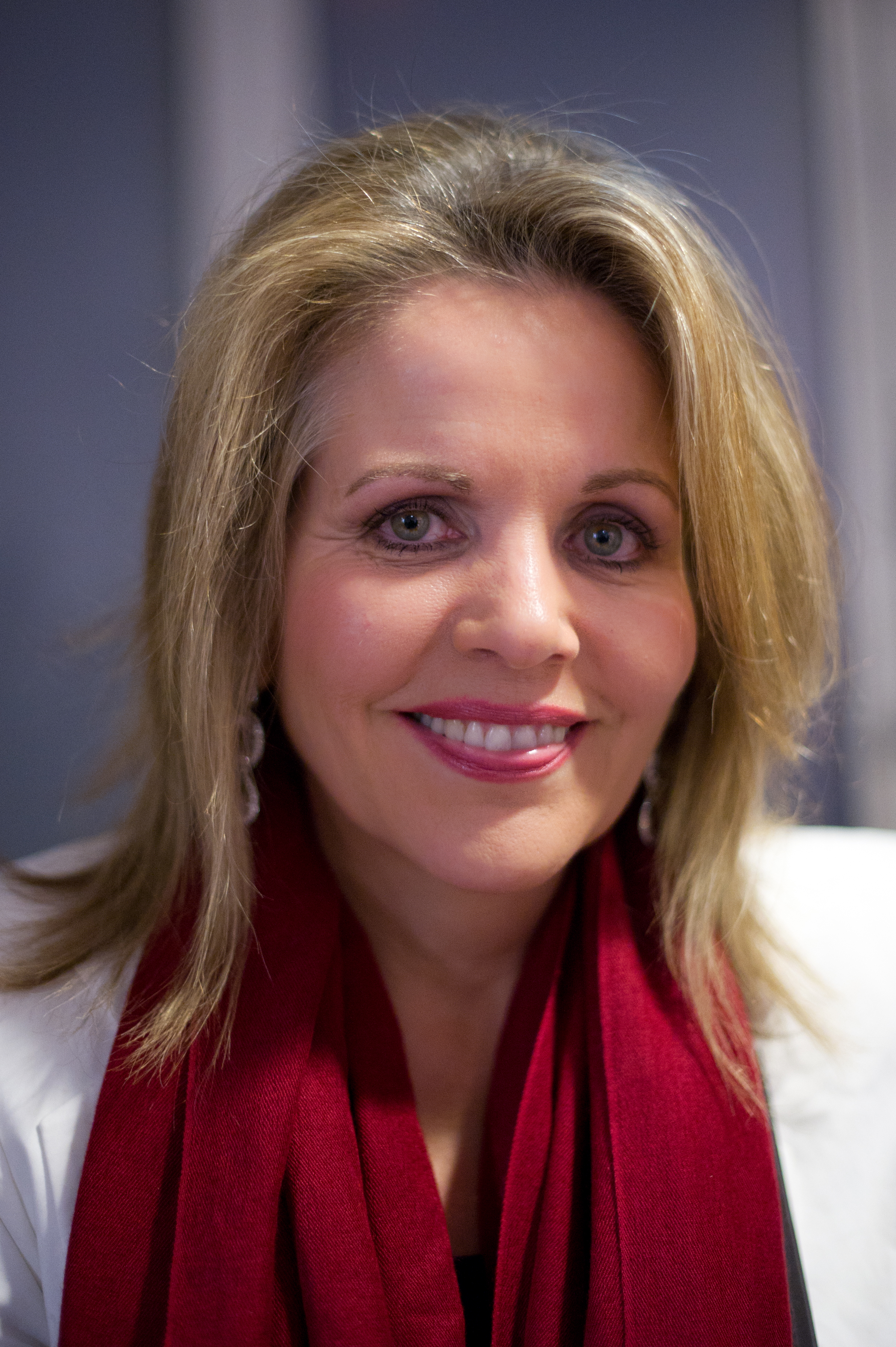
르네 플레밍(2011년)

르네 플레밍(Renée Lynn Fleming, 1959년 2월 14일 ~ )은 미국의 소프라노 가수이다.
리하르트 슈트라우스, 모차르트, 헨델의 레퍼토리에 능하며 벨 칸토, 가곡, 프랑스 오페라, 샹송, 재즈, 인디 록에 이르는 다양한 장르에서 호응을 받았다.
2008년 폴라음악상을 받았다.